# Bianca (Kirsche)
Bianca ist eine zu den Herzkirschen gehörende schwarze Sorte der Süßkirschen. Sie ist eine der am spätesten reifenden deutschen Kirschsorten und ist eine der besten Befruchtersorten.

## Herkunft
Die Sorte 'Bianca' wurde 1954 von der Obstbauversuchsanstalt Jork aus den Sorten Rube und Allers Späte herausgezüchtet und 1966 in den Handel gebracht.

## Frucht
Die Steinfrucht ist klein bis mittelgroß und rundlich. Die Haut ist in der Vollreife tiefschwarz. Das mittelfeste, rote Fruchtfleisch ist saftig, leicht herb und sehr schmackhaft. Die Frucht ist relativ platzfest, reift in der 7. bis 8. Kirschwoche und ist gut lagerfähig.

## Baum
Der Baum wächst stark und breitpyramidal. 

## Sonstige Eigenschaften
Die Blütezeit ist spät. Die Sorte 'Bianca' ist selbststeril und braucht daher einen Befruchtungspartner. Geeignet sind 'Schneiders späte Knorpelkirsche' und 'Regina'.